# Isola Kommunar
L'isola Kommunar (in russo Остров Коммунар, ostrov Kommunar, in italiano "isola comunarda") è un'isola russa che fa parte dell'arcipelago di Severnaja Zemlja ed è bagnata dal mare di Kara.
Amministrativamente fa parte del distretto di Tajmyr del Territorio di Krasnojarsk, nel Distretto Federale Siberiano.

## Geografia
L'isola è situata lungo la costa occidentale dell'isola della Rivoluzione d'Ottobre, a 600 m dalla penisola della Marsigliese (полуостров Марсельезы, poluostrov Marsel'ezy). 12 km a sud si trova l'arcipelago di Sedov.
L'isola è di forma leggermente ovale, sviluppata in direzione ovest-est; ha una lunghezza di circa 750 m e una larghezza di 600 m. Non ci sono rilievi importanti; le coste sono in leggera pendenza a nord, mentre a sud le scogliere raggiungono i 5 metri d'altezza.

## Isole adiacenti
- Isola Vostočnyj (остров Восточный, ostrov Vostočnyj), 12 km a sud.